# Avant-projet de statut d'autonomie de l'Aragon de 1936
L’avant-projet de statut d'autonomie de l'Aragon de 1936 (Anteproyecto de Estatuto de Autonomía de Aragón ) est un projet de statut d'autonomie de l'Aragon, en Espagne. Il a été élaboré entre mai et juillet 1936, mais fut bloqué à cause du déclenchement de la guerre d'Espagne. Soutenu dans le contexte de la révolution sociale qui suivit le coup d'État militaire, par les membres du Conseil régional de défense d'Aragon, installé à Caspe, il est parfois connu sous le nom de statut de Caspe (Estatuto de Caspe ). 
La rédaction du projet fut confiée en mai 1936 au militant nationaliste aragonais Gaspar Torrente, qui dirigea une commission formée de plusieurs groupes d'influences socialistes et républicaines. Le travail fut achevé un mois plus tard et soumis aux autorités aragonaises le 7 juin 1936. Il fut présenté aux Cortes le 17 juillet, au moment même du soulèvement militaire contre la République. Tout comme le projet de statut d'autonomie de la Galice, présenté en même temps, le texte fut écarté à cause des événements militaires. 

### Source
- (es) Cet article est partiellement ou en totalité issu de l’article de Wikipédia en espagnol intitulé « Anteproyecto de Estatuto de Autonomía de Aragón de 1936 » (voir la liste des auteurs).